# Sunčano oko
Sunčano oko (lat. Heliopsis), biljni rod od desetak vrsta trajnica trajnica iz porodice Compositae. U Hrvatskoj je jedna vrsta Heliopsis helianthoides, koja je u Europu uvezena iz Sjeverne Amerike.

## Vrste
1. Heliopsis annua Hemsl.
2. Heliopsis anomala (M.E.Jones) B.L.Turner
3. Heliopsis buphthalmoides (Jacq.) Dunal
4. Heliopsis decumbens S.F.Blake
5. Heliopsis filifolia S.Watson
6. Heliopsis gracilis Nutt.
7. Heliopsis helianthoides (L.) Sweet
8. Heliopsis lanceolata S.F.Blake
9. Heliopsis longipes (A.Gray) S.F.Blake
10. Heliopsis novogaliciana B.L.Turner
11. Heliopsis parviceps S.F.Blake
12. Heliopsis parvifolia A.Gray
13. Heliopsis procumbens Hemsl.
14. Heliopsis sinaloensis B.L.Turner
15. Heliopsis suffruticosa Ram.-Noya & S.González